# Mina Radović
Mina Radović (Beograd, 26. maj 1988) srpski je akademski slikar. Član je ULUS-a.

## Biografija
Rođena je 26. maja 1988. godine u Beogradu od oca Bogdana i majke Ljiljane Radović. Završila je XIV beogradsku gimnaziju, nakon čega je 2012. godine upisala Fakultet primenjenih umetnosti u Beogradu, na odseku Konzervacija i restauracija slike, kod profesora Stanka Zečevića. Na istom fakultetu završila je master studije kod profesora Radomira Samardžića Fileta, nakon čega je upisala i završila doktorske studije na Univerzitetu Umetnosti u Beogradu, smer digitalna umetnost.
Vodila je slikarsku i crtačku sekciju u umetničkoj školi Lekart.

## Izložbe
Učestvovala je na više grupnih izložbi: 
- Galerija Magacin, 2010, 2011, 2012.
- Galerija 72, 2015.
- Black Box, Mixer festival, 2015.
- CEI (Central European Initiative), Trst, 2015.
- Atelier Home Gallery — „Umetnost Contemporary Serbia“, Trst, 2016.
- Black Box, Mixer festival, 2016.
- Paviljon Cvijete Zuzorić, Beograd, 2016.
- KCB (Kulturni centar Beograd), Beograd, 2018.
- Galerija akademije primenjenih umetnosti, Rijeka, novembar 2018.
- Paviljon „Cvijeta Zuzorić“, Beograd, mart 2019.
- Međunarodno trijenale proširenih medija - Rekonekcija, Paviljon „Cvijeta Zuzorić“, Beograd, april 2019.
- Festival Dev9t, Stara ciglana Beograd, Beograd, jun 2019.
- Kulturni centar Beograd, Beograd, avgust/septembar 2019.
- Galerija akademije primenjenih umetnosti, Rijeka, decembar 2019.
- Umetnički paviljon “Cvijeta Zuzorić”, Beograd, decembar, 2019.
- Galerija “Book and Art”, Beograd, decembar, 2019.
- Galerija ULUS, Beograd (Srbija), decembar/januar, 2019/20.
- Le Gallerie d’Arte, Mega Art e la Pocket Art Studio, Rim, februar 2020.
- CAF, Contemporary Art Fair, Beograd, decembar 2020.
- Over and Above, galerija Drina, Beograd, oktobar 2021.

### Samostalne izložbe
- „Teskoba“, Ustanova kulture Palilula, oktobar 2013.
- „Skriveni autoportret“, galerija Nova renesansa, decembar 2013.
- „Skriveni autoportret“, Velika galerija Doma kulture, Knjaževac, januar/februar 2014.
- „Drama nagoveštaja“ Artist galerija, virtuelna izložba, april 2014.
- „U traganju za celinom“ galerija Luka Tomanović, Herceg Novi, jul 2014.
- „U traganju za celinom“ Moderna galerija Budva, avgust 2014.
- „Ka tački okupljanja“ (Toward the meeting point), Galerija RasArt, Brisel, maj 2015.
- „Sanjari“, izložbeni proctor Prohibicija, Beograd, decembar 2015.
- „Libere“, Italijanski kulturni centar (Belgrado Italiano di Cultura), Beograd, mart 2016.
- „Libere“, Italijanski kulturni centar (Subotica Italiano di Cultura), Subotica, maj 2016
- „Trenutak dominacije”, Galerija solidarnosti, Kotor, jun 2016.
- Multimedijalna galerija „Novi to sam ja” ,Herceg Novi, avgust 2016.
- „Fragmenti”, Kulturni centar Novi Sad, Novi Sad (Srbija), septembar 2019.[3][4]
- „Skin and stone”, Beograd 2021.[5]
- „Skin and stone”, Gradska galerija, Kotor 2021.
- Excess, galerija Drina, Beograd, februar 2023.[6]

## Kratkometražni filmovi
- „Zarobljena vestima“, prikazan 18. oktobra 2013. na Festivalu srpskog filma fantastike
- „Kruženje masti“ prikazan 8. marta 2015, Peron, Beograd
- „Kruženje masti“ prikazan 12. maja 2018, IMPULS festival, Novi Sad

## Video-instalacije
- „Rez”, Muzej primenjenih umetnosti, Beograd 2018.[7]
- „Rez”, Kulturni centar Beograd, galerija Artget, Beograd 2018.
- „Nestali”, Kulturni centar Beograd, Beograd, septembar 2018.
- „Nestali”, Rijeka, novembar 2018.
- „Rez”, Međunarodno trijenale proširenih medija Rekonekcija,Umetnički paviljon „Cvijeta Zuzorić”, Beograd 2019.
- „Empatija”, Kulturni centar Beograd, avgust/septembar 2019.
- „Empatija”, Galerija akademije primenjenih umetnosti, Rijeka, decembar 2019.

## Spoljašnje veze
- Oslobođenje/Umjetnik nije vanzemaljac-Intervju
- Izložba"Rez"
- Instalacija slikarke Mine Radović
- „Intervju: Slikarka Mina Radović: „Kroz umetnost govorim i razgovaram””. Wannabe magazine. Приступљено 7. 2. 2023.